# 三间房地区
三间房地区是中华人民共和国北京市朝阳区的一个地区办事处，同时保留三间房乡名称，其行政事务机构实行“一套人马，两块牌子”的体制，地区办事处与乡政府合署办公。
三间房地区办事处（三间房乡）位于朝阳区东部，通惠河畔，与管庄乡、豆各庄乡、平房乡、高碑店乡接壤，面积8.6平方公里，居民7万人。境内有京秦铁路、京承铁路通过，双桥火车站。辖区内有北京市最大的中药杜仲种植园。企业有北京生物制品研究所、北京天坛生物制品股份有限公司、北京万东医疗装备股份有限公司、中国外运北京公司三间房仓库、北京工艺艺嘉贸易有限公司、京通天泰房地产开发公司、京通天泰建筑公司、三间房水泥构件厂、北京振中汽车配件公司、朝阳化工设备厂、北京市起重机械第二分厂。教育机构有中国传媒大学、北京第二外国语学院、北京水利水电学校。

## 写字楼
- 华文国际传媒大厦
- 天籁村（水郡长安西）
- 金隅可乐+

## 商业设施

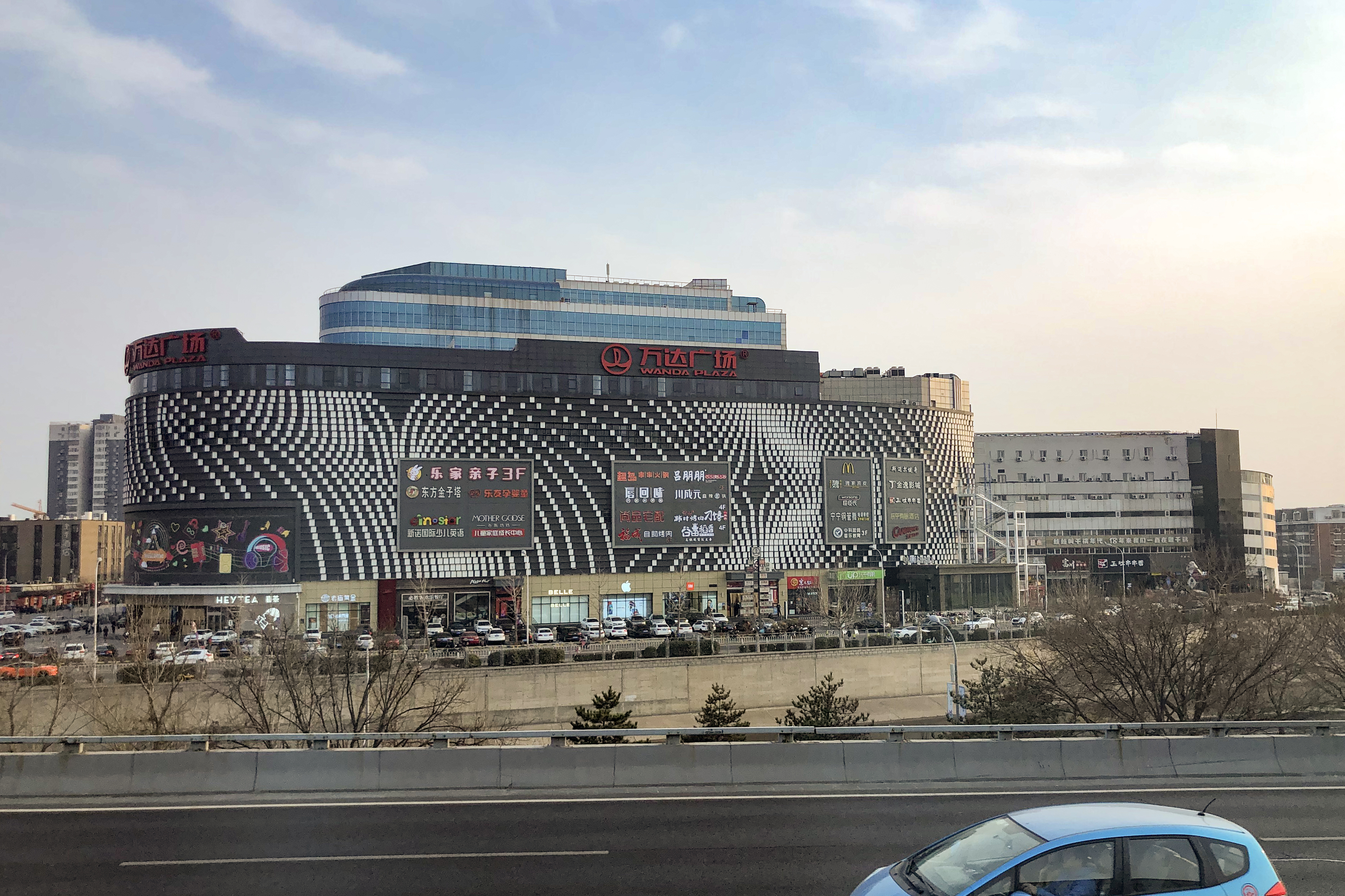
双桥万达广场（2021年2月）

- 国泰百货（双桥店）
- 永辉超市（双桥店）
- 天客隆（定福庄店）
- 美联福超市（珠江绿洲店）
- 苏宁电器（三间房店）
- 欧尚超市（朝阳北路店）
- 北京双桥万达广场（原东星时尚广场）

## 娱乐设施
- 金逸国际影城（双桥）
- 珠江绿洲游泳馆
- 水郡长安游泳馆
- 第二外国语学院游泳馆

## 旅游与休闲
- 北京工艺懋隆艺术馆
- 乐成1725会馆(三间房乡双桥街西巷6号)
- 491电台（市级重点文物保护单位）
- 那桐墓（区级重点文物保护单位）
- 杜仲公园

## 学校
- 中国传媒大学
- 北京第二外国语学院
- 刘诗昆音乐艺术幼儿园（珠江绿洲家园）
- 红黄蓝幼儿园（北京新天地）

## 交通
- 高速公路：京通快速路，五环路，广渠路

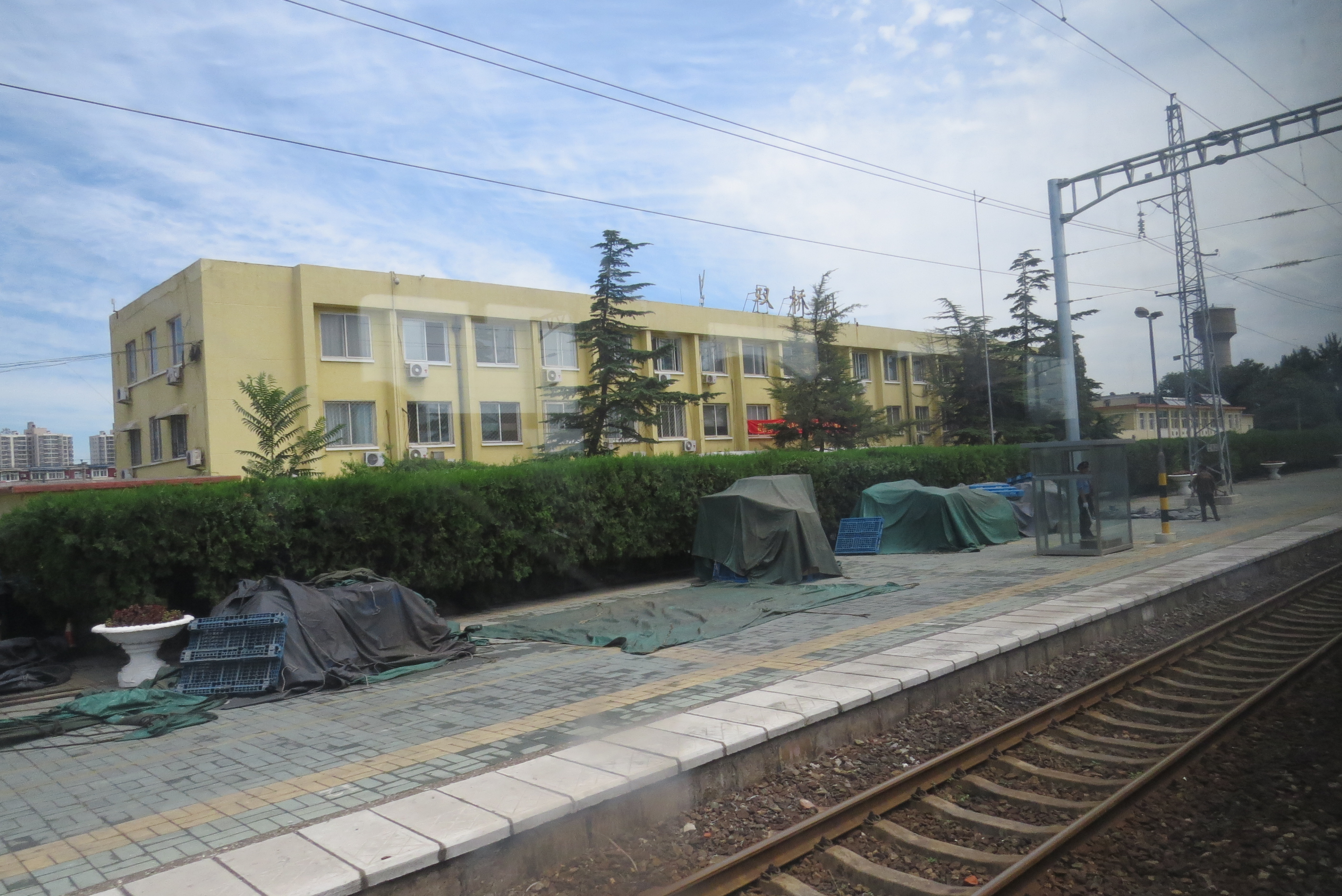
双桥火车站

- 公交：312、388、397、475、506、517、615、619、639、666、690、451、快速公交2线等
- 地铁：地铁八通线（传媒大学站、双桥站），地铁6号线（褡裢坡站），地铁R1线（规划），地铁L4线（规划）
- 火车站：京哈铁路（京秦铁路）、京承铁路、双沙铁路、丰双铁路：双桥站

## 银行
- 中国工商银行（第二外国语学院北门）
- 中国农业银行（朝阳路）
- 北京银行双桥支行（天籁轩1楼）
- 中国工商银行（双惠苑）
- 中国建设银行（康惠园）
- 中国建设银行（北岸1292广场）

## 乐成会馆
乐成会馆,即1725会馆位于京杭大运河北京城至通州段的通惠河畔，三间房乡双桥街西巷6号，为清朝军机大臣、直隶总督、内阁协力大臣那桐的一处别业，乐成集团修缮整饬，辟为会馆。会馆占地约1万平方米，设有中心会议室、展示厅、酒吧、宴会厅、书画室、藏书间及休息室。
乐成会馆修缮了原为北京内燃机厂招待所使用的那桐祠堂。那桐祠堂三进四合院，院内按园林设计散落安放清代夹杆石三对，其中一对是利用雍正三年乳母王氏的诰封碑对切改造而成；广亮门内放汉白玉上马石一对，门前一对砂岩石狮只漏出头部身子被下沉草坪地下；古槐四株尤以垂花门前两棵茂盛。一方四周雕满花纹的石供桌板被巧妙地放在草坪之中。院门口两棵相思树、二进院四株百年玉兰、三进院四株二百年海棠郁郁葱葱。东跨院为新开辟的花园，人工水池旁假山堆砌，紫丁香盛开。整座院落严谨规整呈中轴对称，属典型老北京四合院形制。有心的乐成房地产开发商投巨资复现那桐祠堂当年风貌，钦佩之余让人感叹儒商的视野和传统建筑的魅力。
那桐(1856—1925)，字琴轩，叶赫那拉氏，隶属内务府满洲镶黄旗人，晚清“旗下三才子”之一。光绪十一年（1885）举人，历任内阁大学士、户部尚书、外务部尚书、编纂官制大臣、曾办税务大臣、总理各国事务衙门大臣、军机大臣、皇族内阁协理大臣、弼德院顾问大臣等职。清帝退位后，于民国后在天津旧英租界十七号路(今新华路)，购地数亩，建一楼房，举家由北京迁来，影息津门。1925年病逝干北京金鱼胡同一号故宅，享年69岁 。葬于今那桐祠堂旁墓地。
那桐在光绪年间官至军机大臣，选清华园为校址就是经他批准的，那时他是兼管学部和外务部的中堂尚书。建校之初最早的主校门，是一座古典优雅的青砖白柱三拱牌坊式建筑，门楣上“清华园”为那桐手迹。

## 491电台
位于朝阳区双桥路9号，市级重点文物保护单位。该电台创建于1918年，是段祺瑞政府向日本借款建造的海军无线电长波通讯台。因坐落在朝阳双桥地区，故又称“双桥电台”。1949年10月1日开国大典的情况就是从这个电台发送到世界各地的，因此电台就以“491”命名。

## 北京工艺懋隆艺术馆
登长城，吃烤鸭，参观购物三间房——老布什
懋隆全名为北京工艺懋隆艺术馆，是在北京家喻户晓、广为流传的老字号。位于朝阳区三间房东路一号的“北京工艺懋隆艺术馆”是全国首家专营传统工艺品的展销大楼，２００５年１月整修一新的懋隆艺术馆内总体建筑面积达７５００平方米，共设１０个６００平方米的商品大厅，汇集了传统家具、新旧瓷器、文房四宝、珠宝玉器、苏绣湘绣、丝毯毛毯、珐琅漆器、名人字画、古董珍玩等高档工艺品。
懋隆是由一位法国人出资，由金琢云先生与黄佩华先生在东交民巷（现台基厂松鹤楼饭庄）开创的。上世纪七十年代初，中美关系解冻，大批西方客人来到北京。由于历史条件所限，中国工艺品成为那时外国人购物的首选。美国前总统老布什在华任联络处主任不足两年，却3次和夫人骑着自行车，到懋隆位于三间房的样品间买东西，并发出那几句著名的感叹：来北京三件事，登长城，吃烤鸭，参观购物三间房！其中的“三间房”指的就是现在的北京工艺懋隆艺术馆。

## 北京新发地第二（双桥）农产品批发市场
北京新发地第二农产品批发市场又称北京新发地双桥农产品批发市场，是由全国最大的农产品批发市场——北京新发地市场全面接管经营的一家成熟的规模型农产品批发市场。
市场现占地面积约800亩，另有200亩的预留地，总用地规模在1000亩以上。市场现有5个专业交易大厅，每个大厅面积约8000平方米，另有冷库、商业铺面房等经营设施约3000平方米。市场目前经营的品种主要有蔬菜、水果、粮油、菌类、禽蛋、猪肉、牛羊肉、水产品、冷冻品、副食、分割鸡、干果、调料、茶叶等农副产品，同时兼营餐饮、小商品、服装、日用百货、酒店用品、主食厨房等。

## 即将开工项目
- 五环路东通惠河南定向安置房

该项目位于高碑店地区，用地北临通惠河南岸，南至铁路，西临东五环，东至北双桥村路，占地约53.83公顷，其中建设用地约24.86公顷，代征绿化和道路用地约28.97公顷。该项目承担通惠河沿岸拆迁等多个重点工程的拆迁安置任务，总建筑面积为85万平方米。

## 居住小区
- 珠江绿洲
- 玲珑山
- 水郡长安
- 艺水芳园
- 乐栋300
- 华龙美树
- 金隅可乐+
- 朝阳旺角
- 双惠小区
- 水岸双桥
- 北岸1292创意产业园区

## 行政区划
三间房地区下辖以下地区：
福怡苑社区、三间房南里社区、定南里社区、定北里社区、定西北里社区、定西南里社区、双桥铁路社区、双桥路社区、双柳社区、双惠苑社区、绿洲家园社区、艺水芳园社区、美然动力社区、三间房东村、三间房西村、定福庄东村、定福庄西村、褡裢坡村、白家楼村、东柳村、西柳村、新房村、北双桥村和金家村。